# 박순천
박순천(朴順天, 1898년 10월 24일~1983년 1월 9일)은 일제강점기의 교육자이며 대한민국의 저술가, 여성운동가, 정치인이다.
경상남도 동래군과 경상남도 기장군과 경상북도 고령군을 거쳐 서울특별시에 거주한 그녀는 1950년 대한부인회 소속으로 국회의원에 당선된 것을 시작으로 부산과 서울에서 거듭 당선되면서 2, 4, 5, 6대 국회의원을 지냈다.
1972년 유신체제 출범 이후 친유신, 친5공 인사로 변신하여 송건호 등 재야인사로부터 변절자라는 비판을 받았다.

## 생애

### 학창시절과 교육활동
1898년 10월 24일(음력 9월 10일) 경상남도 동래군에서 한학자인 박재형의 딸로 태어났다. 한때 경상남도 기장군 기장읍 대변리에서 어린 시절을 보냈는데 12세에 아버지가 기장읍내에 나갔다가 일본인에게 상투가 잘린뒤 모욕당하고 돌아왔는가 하면 기독교 교인이던 어머니가 태극기를 꺼내어 담장아래에 묻으면서 통곡하는 것을 보고 나라 잃은 설움을 가슴깊이 간직하고, 교육에 투신하게 되었다고 한다.
동래여자고등학교의 전신인 부산진일신여학교를 졸업 하고 마산 최초의 여학교였던 의신여학교 교사로 부임, 성경 채플담당 교사와, 생리학 겸 동물학 교사가 되었다. 당시 일인교사는 24원의 월급을 받고 그는 12원의 월급을 받아 일본인 교사와의 차별대우에 항의, 싸우기도 했다.

### 여성 독립운동

#### 독립운동과 수배 생활
1919년 2월 박명련은 일본에서 귀국, 마산에 체류하고 있던 이갑성의사와 만나게 됀다.
. 이갑성은 일본제국 유학생들이 2월 8일 일본 동경에서 2·8 독립선언을 했다는 소식을 전해주고 서울에서 3월에 거사 계획이 있을 것임을 알려주고 이에 적극적으로 호응해 줄 것을 부탁받았다. 3월 1일 3·1 운동이 각지에서 발생하자, 박순천도 만세운동에 참가하였다. 3월 5일 박순천은 많은 태극기와 독립선언서를 마산장에 나온 장꾼들에게 나눠 주면서 대한독립만세를 선창하며 만세운동을 주동하였다. 이 사건으로 일본관헌에게 체포, 신마산에 있는 일본헌병대로 끌려가 조사를 받게 되었는데 3월 12일 한석규목사와 시인 이은상, 이승규 목사(이은상의 아버지) 등의 신원보증을 받고 가석방되었다. 12일 헌병대서는 석방과 동시에 가택수색을 실시했는데 이곳에서 태극기를 비롯 독립선언서와 항거계획, 일기장 등이 발견되자 도주, 다시 쫓기는 몸이 되어 야산으로 산행중 밤중에 30리길을 걸어 칠원에 도착했다.
칠원에서 3개월간 은신했다가 다시 마산으로 돌아왔으나 일본 형사들의 눈을 피해 제자인 이수학의 집에 숨어있었다. 그는 마산교회 한석진목사의 따님인 한소재의 권고로, 경찰의 체포를 피하기 위해 그를 따라 기생으로 가장하고 일본으로 출국하는데 성공하였고, 동경 기찌오까 의전에 입학하였다. 그는 평양순의여학교를 나와 동경유학생으로 있던 황신덕(전 중앙여고 재단이사장)을 이때 만나 교분을 쌓았으며, 동경에 가서 그곳 일인하숙집인 상마라는 집에 하숙하던 중, 같은 하숙생이었고 의전에 다니던 변희용을 만나게 되었다.
유학을 위장하여 일본으로 피신했으며 일본 니혼 여자대학교(日本女子大學校) 사회학부를 졸업하였다. 그러나 고국인 경상남도 기장에서 하숙 및 학비 등이 송금되어 왔는데 집에서는 본명인 박명련으로 송금한 것이 문제되어 3·1 운동 참가 경력이 드러나면서 국내로 압송되어 복역했다. 일본 도피 생활 중 사용한 순천댁(順天宅)이라는 별칭에서 '박순천'이라는 이름이 나왔다.

#### 투옥과 석방
1920년 4월 일본 우씨고매형무소에 수감되자 동경 유학생 총무였던 변희용은 면회 등 성의를 보였으며, 보안사범으로 죄수번호 98번을 부여받고 일본형무소에서 다시 마산형무소로 이감되어 1년 4개월의 형기를 마치고 1921년 8월 출감, 고향인 기장의 대변리로 돌아왔다. 출감 후 그는 황신덕과 함께 항공사가 되겠다고 다시 일본으로 건너갔으나 여성이라는 체력적 약점 때문에 부득이 니혼 여자 전문학교 사회학부 여공보전과에서 유학했고 1924년 귀국, 12월 24일 서울 무교동의 태화관에서 변희용과 결혼했다.
이후 시댁인 경북 고령군으로 건너가 농사일을 하면서 마을의 조산부와 대서소를 경영하다 1939년 여성 교육에 뜻을 두고 황신덕과 함께 경성가정여숙(현 중앙여자고등학교의 전신)을 설립했다.

#### 일제 강점기 후반
기장에 여학교인 명정의숙 여학당 설립이 논의되자 조언했다 하며 경성가정여숙 부교장이자 여성계와 교육계의 저명 인사로서, 태평양 전쟁 시기에 전쟁 지원을 독려하는 친일 활동을 했다. 1940년 친일 단체인 황도학회에 발기인으로 참가했고, 1941년부터 조선임전보국단 주최의 강연에 연사로 참여했다. 이러한 경력으로 인해 2008년 민족문제연구소에서 친일인명사전에 수록하기 위해 정리한 친일인명사전 수록예정자 명단 중 교육/학술과 친일단체 부문에 선정되었다.
경성가정여숙 학생이었다가 조선여자근로정신대에 지원했던 김금진의 증언을 근거로, 황신덕과 함께 '제자를 정신대로 보낸 사람'으로도 알려져 있다. 그러나 김금진이 지원해 근무한 정신대는 통상적으로 알려진 일본군 위안부와는 다른 여자 근로 정신대이며, 정신대 지원이 없으면 학교가 폐교된다는 협박 때문에 자발적으로 지원한 것이므로 황신덕과 박순천에게 책임을 묻는 것은 부당하다는 주장도 있다.

### 정치 활동

#### 초기 정치 활동
1945년 광복 직후 건국부녀동맹에 참가하면서 정치 활동을 시작, 우익 여성 단체인 독립촉성애국부인회 회장(1947), 《부인신문》 사장 등을 지냈다. 1948년 5월 10일 제헌국회의원(종로 갑구) 총선에서 낙선하였다. 같은 해 8월 15일 대한민국정부가 수립되자 감찰위원회 위원으로 임명되었고, 49년 대한부인회 회장, 대한여자청년단 단장 등을 지냈다.

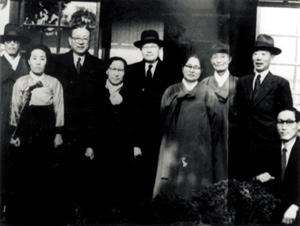
앞줄 왼쪽에서 두 번째는 박순천, 뒷줄 맨 왼쪽은 현석호, 장면 순, 가운데는 신익희, 뒷줄 왼쪽 첫 번째는 신창현, 두 번째는 곽상훈

1949년 8월 20일 민족진영강화위원회 상무위원에 선출되었고, 1950년 대한부인회 소속으로 국회의원에 당선된 것을 시작으로 부산과 서울에서 거듭 당선되면서 2대 국회의원을 지냈다. 이후 1954년 5월 제3대 국회의원 총선거는 무소속으로 출마하여 낙선하였다.

#### 호헌동지회와 민주당 창당 활동
그러나 그해 말에 열린 호헌동지회에 참여하여, 신당 창당 운동에 동참하였다.
이후 1955년 김성수, 신익희, 윤보선, 장면, 조병옥 등과 함께 민주당 창당에 참여하였다. 1956년 부산과 1960년 서울에서 거듭 당선되면서 4대, 5대, 6대 국회의원을 지내고, 민주당의 신파 계열에서 여성 정치인의 대표격으로 활동했다.
1950년 한국 전쟁 중 피신하지 못했으나 극적으로 납북위기를 모면하였다. 1960년 7월 민의원에서 열린 대통령 선거에서 1표를 얻었다.

#### 야당 정치인과 민주당 재조직
1961년 5.16으로 정치활동정화법으로 국회의원직을 사퇴하였고 일체의 정치활동 금지를 당했다가 63년 2월 해금되었다. 5·16 군사 정변 직후 그는 5.16이 우발적인 정변이 아니라 계획적이고 탐욕스러운 군인들의 쿠데타라며 강하게 반발하였다. 윤보선 등 민주당 구파 출신이 군사 정변을 방조한 점 역시 비판하였다. 그러나 군정 측은 군인 세력이 타락한 한민당 계열과 동일한 세력일리 없다며 반박하였다.
정치활동 금지에서 풀리면서 그는 1963년 초 민주당 재건위를 조직하여 장면, 오위영, 현석호, 조재천, 김도연 등과 함께 민주당 재건에 참여하였다. 이후 와병중인 장면을 대신하여 구 민주당 신파의 리더가 되어 재건된 민주당의 총재에 추대되었고, 이후 야당 정치인으로 정치활동을 하였다. 민주당이 창당되자, 총재에 피선되었고, 초기에는 대통령 후보로 나설 의향을 보였으나 야당 후보단일화를 위해 대통령 후보자리는 윤보선에게 양보하였다.

#### 야당 지도자
1963년 3월 22일 윤보선·변영태·박순천 등의 재야지도자들은 박정희의 3월 16일 군정연장 선언에 반발하여 '민주구국선언대회'를 열어 군정연장봉쇄를 결의하고 가두데모에 나섰다.
1963년 10월 대통령 후보자로 출마한 윤보선의 예방을 받았다. 1964년 민주당과 민정당이 통합되어 민중당이 설립되자 민중당 대표최고위원이 되었다가, 1967년 범야당 통합에 참여하고, 그해 신민당 고문 등 야당의 지도자를 역임했다.
1965년 박정희 정권이 한일회담을 강행하자 윤보선, 함석헌, 장택상 등과 함께 한일협정 반대 투쟁을 주도하였다. 그러나 소극적으로 참여하여 윤보선의 비판을 받기도 했다.
나중에 박정희정권에 호의적으로 변하였는데, 송건호는 그가 박정희에게 붙었다고 비판하였다.
유신정권에서 국토통일원 고문, 육영수여사 추모기념사업회 이사장, 대통령국정자문위원 등을 역임했다.
1972년 정계를 은퇴하였으며, 근명학교 이사장으로 선출되었다.

### 말년
1980년 2월 국정자문회의 위원에 선출되었고, 1981년 4월 23일 전두환에 의해 국정자문회의 위원에 재선출되었다.
1982년 12월 29일 고혈압성 신부전증과 뇌졸중으로 연세대학교 의료원에 입원하였다가 1983년 1월 9일 오후 10시 30분에 서울특별시 강서구 화곡동 자택에서 사망했다.

## 이력
그녀는 민주당 창당 후 대표최고위원을 지냈고, 장면, 곽상훈, 정일형, 이철승 등과 함께 민주당 신파의 지도자로 활동하였다. 5·16 직후 정치금지를 당하였다가 해제 후, 1963년 민주당을 재건하였으나, 뒤에 유신정권에서 국토통일원 고문, 육영수여사 추모기념사업회 이사장, 대통령국정자문위원 등을 지냈다. 본명은 박명련(朴命連)으로 뒤에 순천이라는 이름을 사용하다가 1960년 박순천으로 정식 개명하였다.

## 학력
- 경상남도 동래 일신여자고등보통학교 졸업
- 일본 도쿄도 요시오카 여자의학전문학교 중퇴
- 일본 도쿄 여자대학교 사회사업학과 중퇴
- 일본 니혼 여자전문학교 사회학부 여공보전학과 전문학사

## 기타
"나라 일이 급한데 암탉 수닭 가리지 말고 써야지 언제 저런 병아리를 길러서 쓰겠느냐. 암탉이 낳은 병아리가 저렇게 꼬꼬댁거리니 길러서 쓰려면 아직도 멀었다"(국회에서 "암닭이 울면 집안이 망한다"는 남성의원의 인신공격에)
1960년 40년 가명을 벗고 호적에 정식으로 박명련에서 박순천으로 이름을 개명하였다.

## 평가
민주당의 지도자였음에도 10월 유신 이후 유신정권에 동조하였다 하여 변절자라는 비판을 받았다. 송건호는 박순천과 곽상훈을 박정희 정권 말기에 변절했다고 비판한 바 있다.

## 가족
- 남편: 변희용(제4대 성균관대학교 총장)
  - 아들: 변준오(음식점 "월선옥" 경영)
  - 막내아들: 변준호[10]

## 박순천을 연기한 배우들
- 전양자 - 1981년 《제1공화국》 MBC 드라마
- 김소원 - 1989년 《제2공화국》 MBC 드라마
- 김소원 - 1993년 《제3공화국》 MBC 드라마
- 김소원 - 1997년 《삼김시대》 SBS 드라마
- 김지영 - 2003년 《야인시대》 SBS 드라마

## 관련 서적
- 신태양사, 내가 걸어온 길 내가 걸어갈 길(나의 정치백서) (신태양사, 1957)

## 역대 선거 결과
|  | 15.10% |

|  | 54.98% |

|  | 14.68% |

|  | 59.95% |

|  | 57.53% |

|  | 67.67% |

|  | 32.70% |

## 같이 보기
- 한국민주당
- 민주국민당
- 민주당 (1955년 대한민국)
- 민주당 (1963년 대한민국)
- 중앙여자고등학교
- 조선임전보국단
- 신익희
- 조병옥
- 김성수
- 장면
- 유진산
- 곽상훈
- 정일형
- 윤보선